# Heinz-Jürgen Bothe
Heinz-Jürgen Bothe (ur. 5 listopada 1941 w Berlinie) – niemiecki wioślarz reprezentujący NRD, złoty medalista olimpijski i brązowy medalista mistrzostw świata.

## Kariera
Wystąpił na igrzyskach olimpijskich w Meksyku w 1968, gdzie wspólnie z Jörgiem Lucke zdobył złoty medal w dwójkach bez sternika. W finale o 0,15 sekundy wyprzedzili osadę USA, a o 5,28 sekundy pokonali osadę Danii. Był to jego jedyny start olimpijski.
Podczas mistrzostw świata w Bledzie (1966) zdobył brązowy medal w ósemkach. Ponadto zdobył srebrny medal w czwórkach ze sternikiem na mistrzostwach Europy w Klagenfurcie (1969). 
Kilkukrotnie zdobywał mistrzostwo NRD: w dwójkach bez sternika w latach 1963, 1965 i 1968 oraz w ósemkach w latach 1963-1964 i 1967. Studiował na Institut für Forschung und Entwicklung von Sportgeräten (Instytucie Badań i Rozwoju Sprzętu Sportowego), następnie zajmował się produkcją łodzi sportowych.